# Stelis silverstonei
Stelis silverstonei är en orkidéart som beskrevs av Carlyle August Luer. Stelis silverstonei ingår i släktet Stelis och familjen orkidéer. Inga underarter finns listade i Catalogue of Life.